# A szállító 3.
A szállító 3. (eredeti cím: Transporter 3) 2008-ban bemutatott francia akciófilm, A szállító-filmek harmadik része. A főszereplő Jason Statham és François Berléand, akik ismét Frank Martin és Tarconi felügyelő szerepét töltik be. A filmsorozatban ez az első olyan film, amelyet Olivier Megaton rendezett.
Frank Martin visszatér Franciaországba, hogy ott folytassa szállítói munkáját, azaz bizonyos csomagok célba juttatását.

## Cselekmény
Erősen felfegyverkezve, hogy az ukrán környezetvédelmi miniszter elrabolt lányát elszállítsa Marseille-ből Odesszába, a szakképzett autóvezető Frank Martinnak (Jason Statham) Tarconi felügyelő (François Berléand) segít a csomag célba juttatásában. Frank nem túl izgatott a legutolsó küldetésével kapcsolatban, de miután megbízója nagyobb nyomást gyakorol rá, kénytelen elfogadni a „felkérést”. Ezúttal egy fiatal harcias nőt, Valentinát (Natalja Rudakova) kell elszállítania, aki történetesen Leonyid Vasziljev (Jeroen Krabbé), a teljhatalommal rendelkező, ukrán EPA vezetőjének lánya. Miközben Frank elfurikázik Stuttgarton és Budapesten keresztül a Fekete-tengerig, Vasziljev emberei megostromolják a kocsiját, ráadásul fiatal, cinikus utasa néhány akció után közelebbi ismeretségbe akar kerülni vele. Ahogy a vezető és „csomagja” fokozatosan egyre közelebb kerülnek egymáshoz, rájönnek, hogy elég csak egy egyszerű hibát ejteniük, és mindennek vége.
|  | Itt a vége a cselekmény részletezésének! |

## Szereplők
| Szerep                | Színész           | Magyar hang       |
| --------------------- | ----------------- | ----------------- |
| Frank Martin          | Jason Statham     | Epres Attila      |
| Tarconi felügyelő     | François Berléand | Makay Sándor      |
| Valentyina Vasziljeva | Natalja Rudakova  | Ubrankovics Júlia |
| Johnson               | Robert Knepper    | Forgács Péter     |
| Leonyid Vasziljev     | Jeroen Krabbé     | Barbinek Péter    |
| Malcom Manvill        | David Atrakchi    | Dányi Krisztián   |
| Ice                   | Eriq Ebouaney     |                   |
| Flag                  | Yann Sundberg     |                   |
| Otto                  | Timo Dierkes      | Csuja Imre        |
| Hajóskapitány         | Paul Barrett      | Orosz István      |

Az eredetileg fodrászatban dolgozó és épp munkahelyére igyekvő Natalja Rudakovát Luc Besson fedezte fel New York utcáin. A producer érdeklődését felkeltette a vöröshajú, szeplős, kékszemű lány és egy hathónapos időszak alatt finanszírozta huszonöt leckéből álló színészi oktatását. Ezt követően elhívta egy párizsi meghallgatásra, ahol Rudakova megkapta a női főszerepet.

## Médiamegjelenés
A szállító 3. 2009. március 10-én jelent meg DVDn és Blu-ray lemezen az Amerikai Egyesült Államokban. Az egylemezes DVD tartalmazza a film teljes képernyős, és szélesvásznú változatát. A kétlemezes DVD kiadás tartalmazza a teljes filmet, valamint kimaradt jeleneteket és interjúkat. A Blu-ray kétlemezes változat is megjelent, amely tartalmazza a teljes filmet nagy felbontásban. 1 108 030 darabot adtak el belőle, így a bevétel 19 707 976 dollárra nőtt.

## Fogadtatás
A szállító 3. általánosságban vegyes kritikákat kapott az értékelőktől. A Rotten Tomatoesen a film pontszáma 36% lett, 110 kritikus értékelése alapján, az átlagos értékelése 10-ből 4,8 pont lett.

## Fordítás
- Ez a szócikk részben vagy egészben  a   Transporter 3 című angol Wikipédia-szócikk fordításán alapul.  Az eredeti cikk szerkesztőit annak laptörténete sorolja fel. Ez a jelzés csupán a megfogalmazás eredetét és a szerzői jogokat jelzi, nem szolgál a cikkben szereplő információk forrásmegjelöléseként.